# Heterochaeta lamellosa
Heterochaeta lamellosa är en bönsyrseart som beskrevs av Roger Roy 1976. Heterochaeta lamellosa ingår i släktet Heterochaeta och familjen Mantidae. Inga underarter finns listade i Catalogue of Life.